# Zeekr

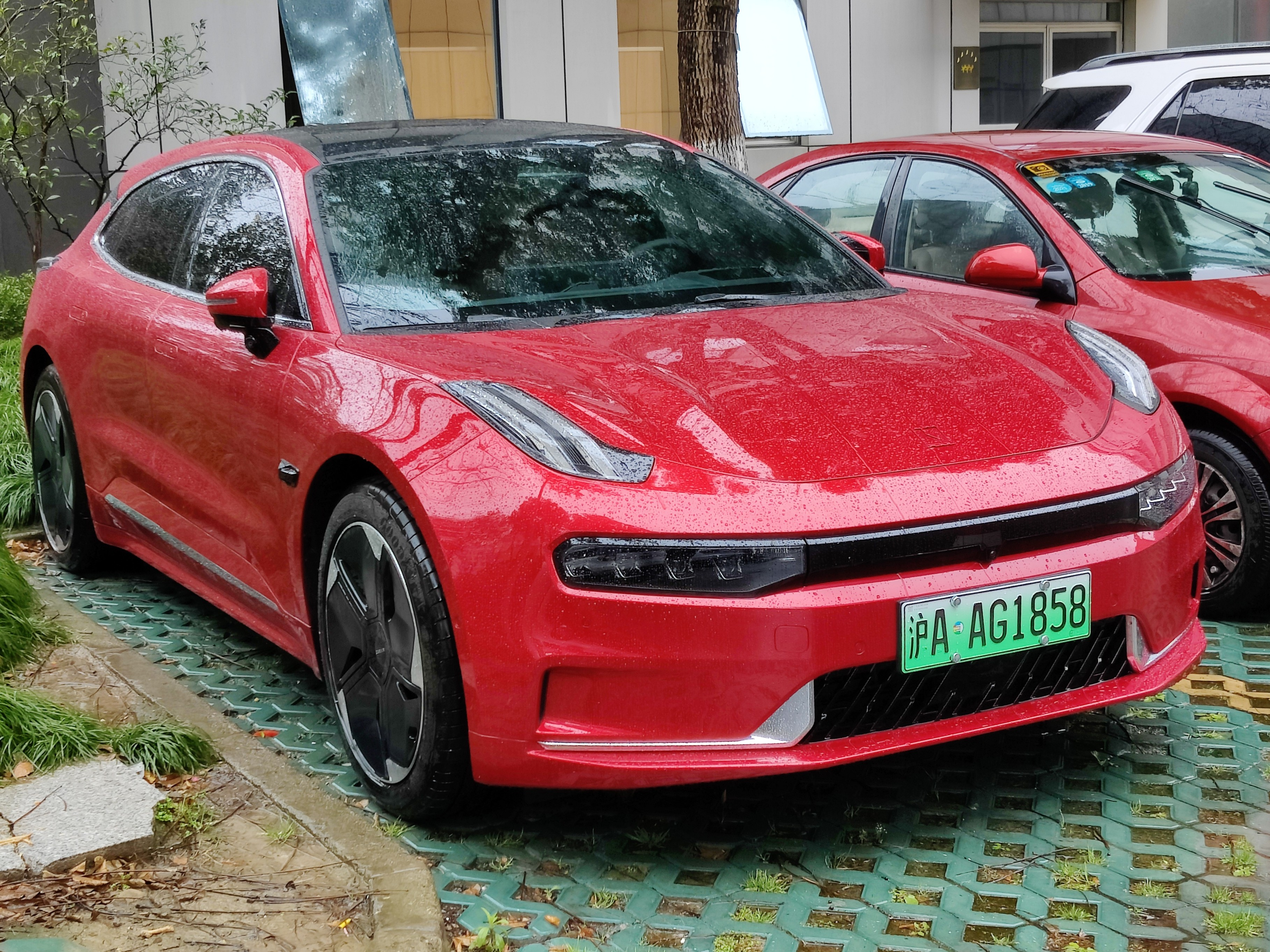
Zeekr 001

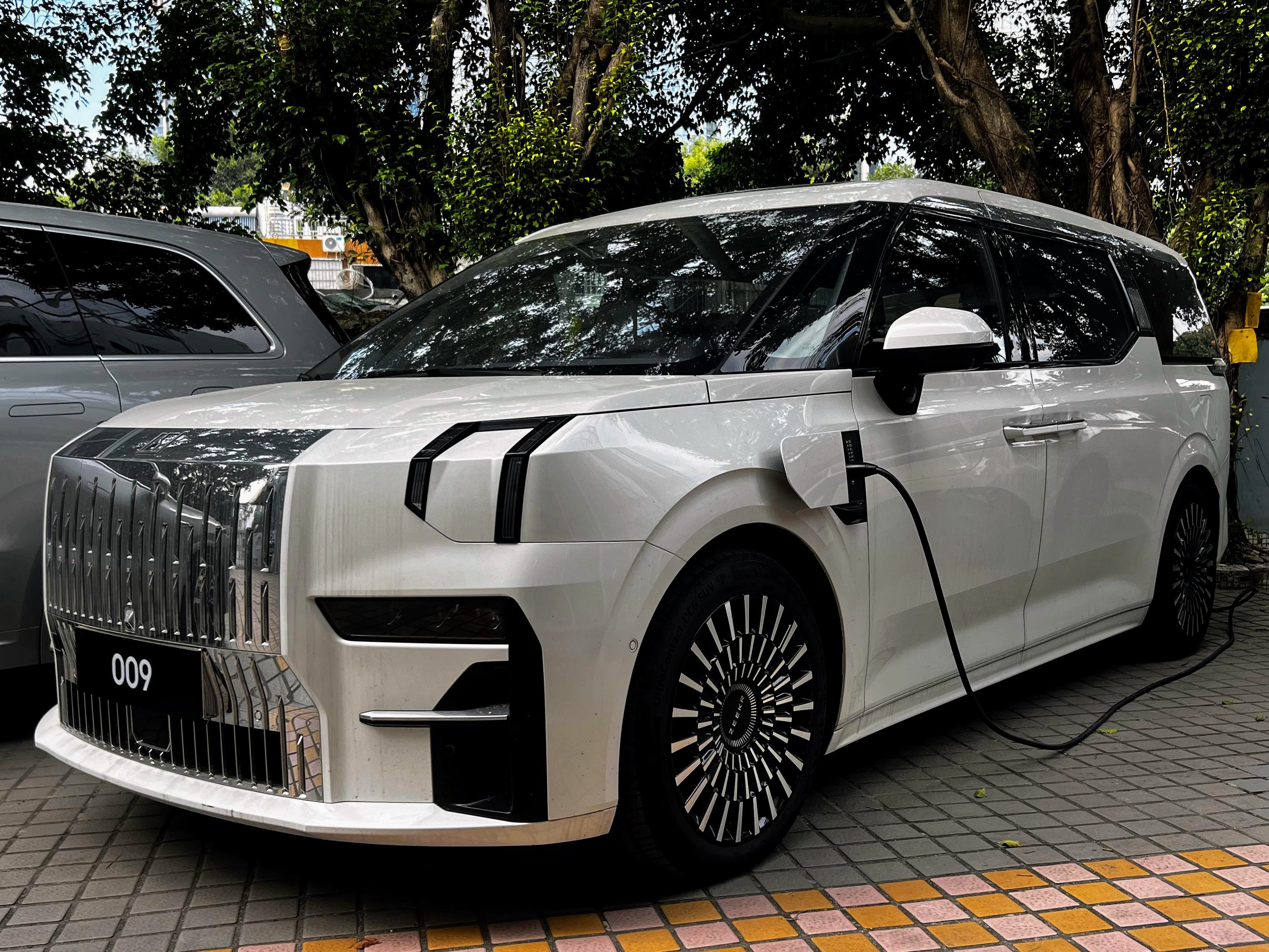
Zeekr 009

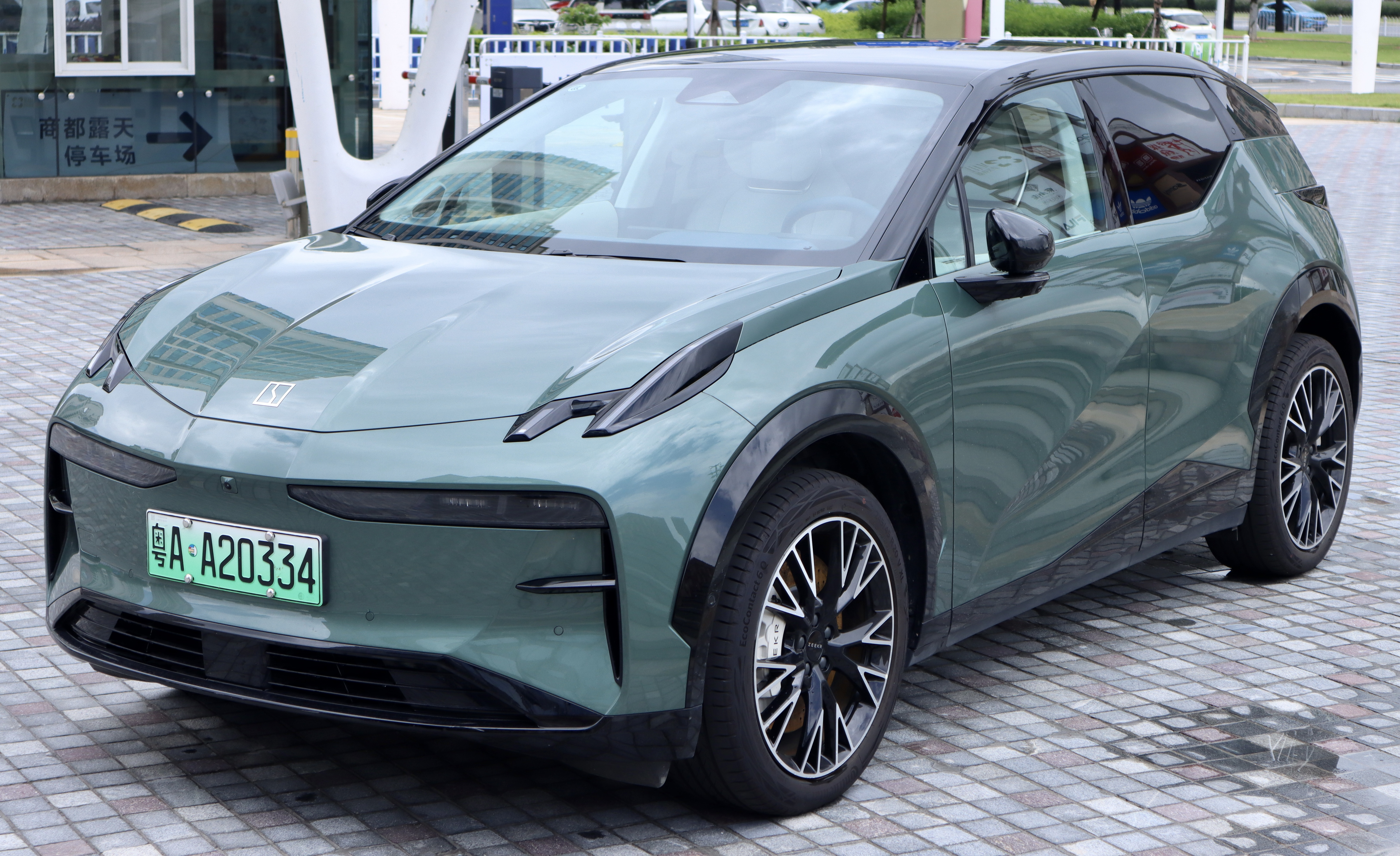
Zeekr X

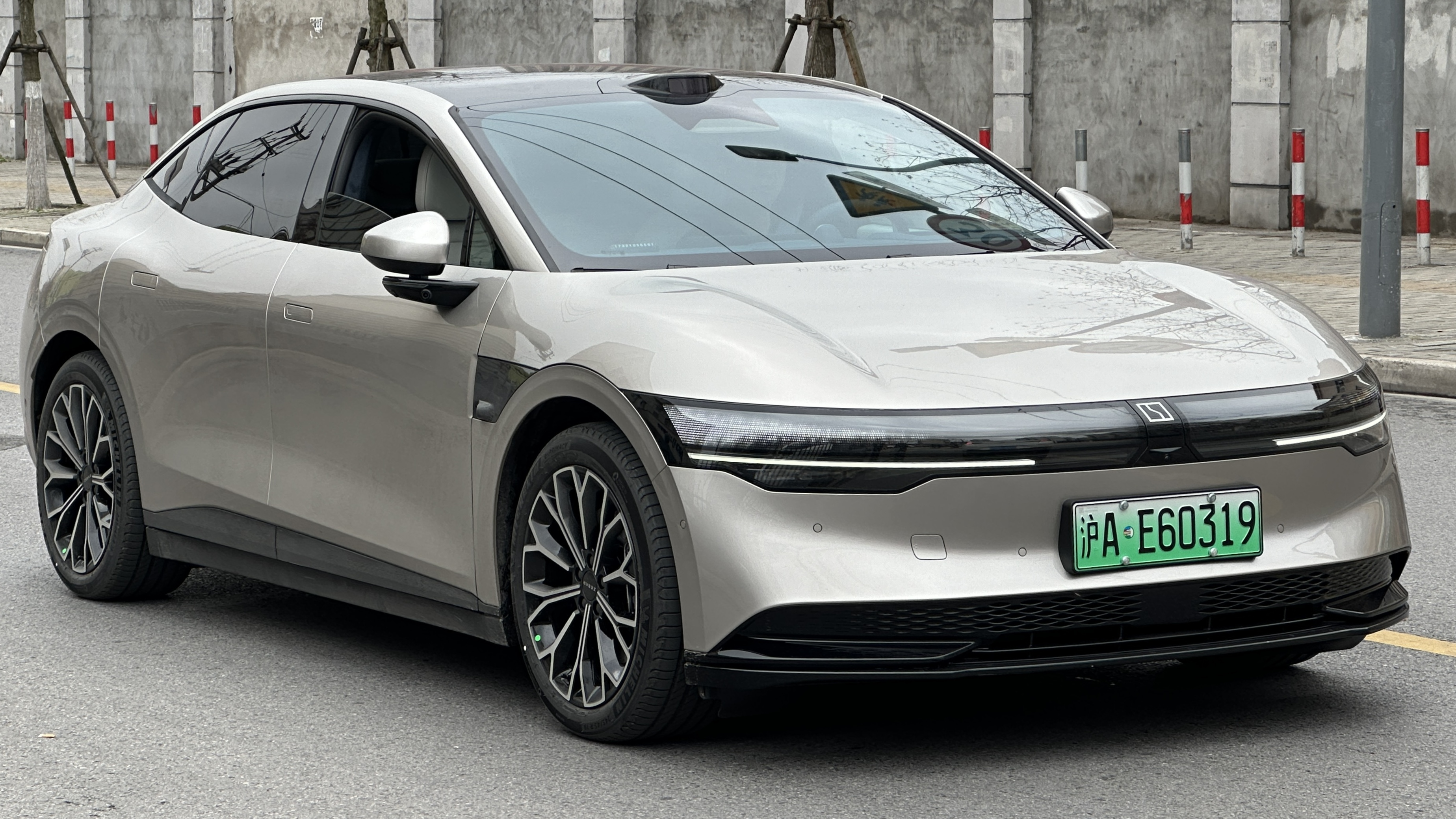
Zeekr 007

Zeekr (chiń. upr. 极氪) – chiński producent elektrycznych samochodów osobowych, z siedzibą w Hangzhou, działający od 2021 roku. Należy do chińskiego koncernu Geely.

## Historia
W pierwszej połowie marca 2021 roku chiński Li Shufu, prezes chińskiego koncernu Geely, zapowiedział wdrożenie na rynek nowej marki Zeekr. Za jej cel obrano oferowanie zaawansowanych technicznie, luksusowych samochodów elektrycznych, stanowiąc droższą alternatywę dla pozostałych marek Geely skoncentrowanych na pojazdach na prąd jak np. Polestar. Za kluczowego rywala Zeekr obrano amerykańską Teslę. Nieco ponad 2 tygodnie po ogłoszeniu utworzenia marki Zeekr, w ostatnich dniach marca 2021 roku przedstawione zostały wstępne informacje na temat pierwszego samochodu marki Zeekr – dużego shooting brake o nazwie Zeekr 001. Pierwotnie opracowywany z myślą o pokrewnej marce Lynk & Co, ostatecznie zasilił ofertę nowej marki koncernu Geely.
Światowa premiera marki Zeekr wraz z publiczną prezentacją modelu 001 odbyła się na targach samochodowych w Szanghaju w drugiej połowie kwietnia 2021 roku. Równocześnie zapowiedziano, że po debiucie rynkowym na rodzimym rynku chińskim w październiku 2021 roku, Zeekr 001 trafi do sprzedaży także w Europie. W listopadzie 2022 oficjalnie zapowiedziano europejski debiut marki Zeekr za pomocą modelu 001 na 2023 rok.
Zapowiedzią rozwoju gamy modelowej Zeekr był przedstawiony w ostatnich dniach 2021 roku wynik współpracy z amerykańskim startupem Waymo, prototyp autonomicznej taksówki Zeekr Waymo Concept. W sierpniu 2022 zaprezentowany został z kolei oficjalnie drugi produkcyjny model chińskiej firmy, elektryczny luksusowy minivan Zeekr 009. Jego produkcja rozpoczęła się w styczniu 2023, tuż po której firma przedstawiła kolejny model. Trzecim produktem został kompaktowy crossover Zeekr X, to głównie za jego pomocą planując poszerzyć działalność o rynek europejski. W kwietniu 2023 wielkość produkcji Zeekr po niespełna półtora roku rynkowej obecności przekroczyła 100 tysięcy samochodów. W maju tego samego roku chińska firma przedstawiła z kolei specjalną, topową odmianę shooting brake 001 o nazwie "WE" z dużą, 140-kWh baterią o rekordowym, jak na ówczesne standardy, zasięgu. Akumulator Qilin 3.0 nowej generacji dostarczyła rodzima firma CATL, oferując średni zasięg ok. 1032 kilometrów w trybie mieszanym według procedury pomiarowej CLTC.
W sierpniu 2023 chińskie zakłady firmy opuściła pierwsza partia modeli przeznaczonych na rynek europejski w postaci partii flagowego 001]. listopadzie tego samego roku Zeekr zaprezentował swój czwarty produkcyjny model, tym razem w postaci średniej wielkości limuzyny Zeekr 007 pozycjonowanej ponizej flagowego 001. Pojazd zaadaptował zarazem nowy język stylistyczny, z planami globalnej ekspansji wzorem pozostałych produktów w gamie firmy. W marcu 2024 premierę miał kolejny, piąty samochód firmy - średniej wielkości van Zeekr Mix, a w lipcu spokrewniony z nim SUV 7X.

## Modele samochodów

### Obecnie produkowane

#### Samochody osobowe
- 007
- 001

#### Crossovery i SUV-y
- X
- 7X

#### Vany i minivany
- Mix
- 009

### Studyjne
- Zeekr Waymo Concept (2021)